# Antoine Vistorte
 (juin 2024).
Antoine Marie Noël Julien Vistorte est un homme politique français né le 25 décembre 1758 à La Roche-Derrien (Bretagne) et mort le 17 décembre 1842 à Guingamp (Côtes-du-Nord).

## Biographie
Avocat en 1779, il est ensuite juge du duché de Penthièvre, lieutenant général de police et subdélégué de l'intendant. Administrateur du département sous la Révolution et procureur syndic du district de Guingamp, il est élu député des Côtes-du-Nord au Conseil des Cinq-Cents le 25 vendémiaire an IV et sort du conseil en l'an V. Rallié au coup d'État du 18 Brumaire, il devient président du tribunal de première instance de Guingamp, poste qu'il occupe jusqu'à son décès. Il est de nouveau député de 1809 à 1813.

## Sources
- « Antoine Vistorte », dans Adolphe Robert et Gaston Cougny, Dictionnaire des parlementaires français, Edgar Bourloton, 1889-1891 [détail de l’édition]